# Тюрков
Тюрков (нем. Thürkow) — община в Германии, в земле Мекленбург-Передняя Померания.
Входит в состав района Гюстров. Подчиняется управлению Мекленбургише Швайц. Население составляет 376 человек (2020); в 2009 г. — 422; в 2003 г. — 474. Занимает площадь 14,61 км².

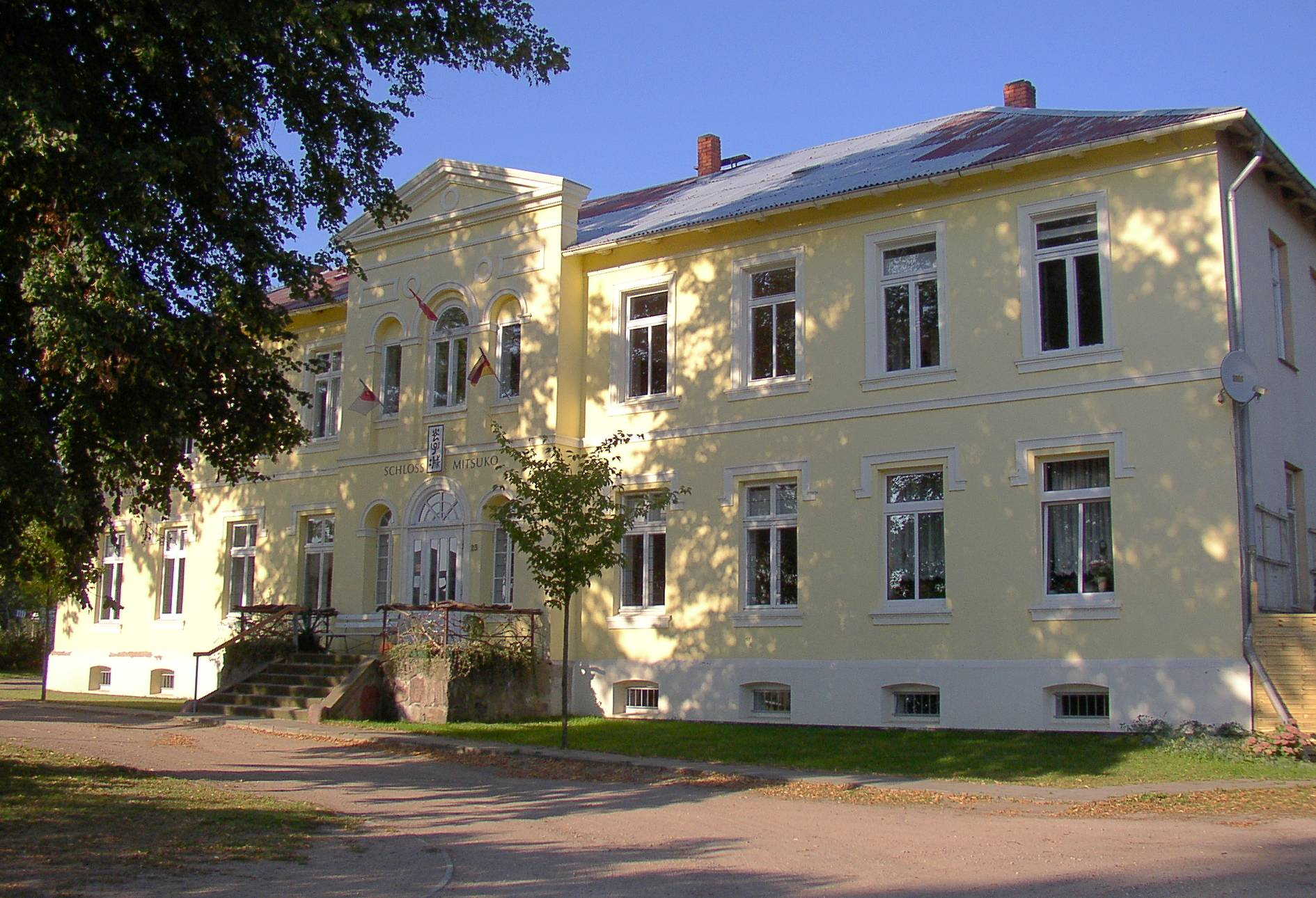
Замок